# Svartafellstangi
Svartafellstangi är en kulle i republiken Island. Den ligger i regionen Suðurland, 150 km öster om huvudstaden Reykjavík. Toppen på Svartafellstangi är 623 meter över havet.
Trakten runt Svartafellstangi är nära nog obefolkad, med mindre än två invånare per kvadratkilometer. Det finns inga samhällen i närheten. Trakten runt Svartafellstangi består i huvudsak av gräsmarker.